# Galaxium
A Galaxium egy azonnali üzenetküldő kliens, Linux alá, (Gnome felületre). MSN-, Jabber-, GTalk- és IRC-támogatással rendelkezik. A jövőben Yahoo Messenger-, AIM- és ICQ-támogatás is beépítésre kerül a fejlesztők tervei szerint.
A projekt eredetileg 2003-ban indult el Adam Peck és Philippe Durand részvételével, akik a Dél-Albertában (USA) található Technológiai Intézet hallgatói. Aktív résztvevői jelenleg Philippe Durand, Ben Motmans és Paul Burton. A szoftver .NET-en és GTK#-on alapul.
A szoftver jelenleg erősen fejlesztés alatt áll.

## Támogatott funkciók (0.7.4)
- Partnerlista menedzsment
- Testre szabható interfész
- Több protokoll támogatása ún. addinek segítségével
- Egyéni tartalmak használata (avatar, személyes üzenet, egyéni hangulatjelek)
- Beszélgetések naplózása, nyomon követése
- Adium téma támogatása
- Hangtámogatás Gstreameren keresztül
- Kommunikáció Yahoo partnerekkel (MSN)
- Kommunikáció HTTP protokollon keresztül (MSN)
- Kommunikáció SOCKS5 és HTTP(S) proxykon keresztül
- Indirekt fájlcserélés (MSN)
- Csoportos beszélgetések (MSN)
- Offline üzenetek (MSN)
- Romaing profilok (MSN)

## Fejlesztés alatt levő funkciók
- Közvetlen fájlcserélés (tűzfal, NAT mögül) (MSN, Jabber, IRC)
- Hang és videócsevegés
- Médialejátszókkal való integráció, mint a Banshee, Rhythmbox, egyebek (MSN)

## Tervezett funkciók
- Fejlettebb integrálás a Gnome asztallal

## Külső hivatkozások
- Weboldal a Google Code-on